# Lofa
Lofa is een county in het uiterste noorden van Liberia. De county heeft een oppervlakte van meer dan 11.000 vierkante kilometer. De hoofdstad is Voinjama en telt ongeveer 5000 inwoners. Het inwonersaantal werd in 1989 geschat op 261.000. Rond januari 2004, na de Tweede Liberiaanse Burgeroorlog, werd dit aantal geschat op 34.310. Veel inwoners waren de county in de periode 1999-2000 ontvlucht naar de buurlanden Guinee en Sierra Leone.

## Geschiedenis
De county Lofa werd bij de hervorming in 1963 gecreëerd uit de restanten van de voormalige provincie Western. Op 14 september 2000 besliste de Liberiaanse senaat het zuiden van Lofa af te splitsen in de nieuwe county Gbarpolu. In 2001 ging die beslissing in voege.

## Grenzen
Lofa grenst aan twee buurlanden van Liberia:
- De regio Nzérékoré van Guinee in het noorden en het oosten.
- De provincie Eastern van Sierra Leone in het noordwesten.

En verder aan twee andere county's:
- Bong in het zuidoosten.
- Gbarpolu in het (zuid)zuidwesten.

## Districten
De county bestaat uit zes districten:
- Foya
- Kolahun
- Salayea

- Vahun
- Voinjama
- Zorzor

Bomi · Bong · Gbarpolu · Grand Bassa · Grand Cape Mount · Grand Gedeh · Grand Kru · Lofa · Margibi · Maryland · Montserrado · Nimba · River Cess · River Gee · Sinoe